# Filippo Mineccia
Filippo Mineccia (Firenze, 8 aprile 1981) è un controtenore italiano.

## Biografia

### Educazione
Filippo Mineccia ha iniziato i suoi studi musicali presso la Scuola di Musica di Fiesole, cantando come voce bianca nel coro polifonico. In seguito si è dedicato allo studio del violoncello diplomandosi al Conservatorio Statale di Musica Luigi Cherubini di Firenze nel 2006.
Nel luglio 2008 si è diplomato in canto col massimo dei voti e la lode sotto la guida del M° Gianni Fabbrini nello stesso conservatorio. Ha conseguito nell'ottobre 2011 la laurea specialistica in canto lirico sotto la guida della professoressa Donatella Debolini. Svolge un'intensa attività di ricerca riguardante il repertorio vocale degli evirati, ricostruendo carriere, biografie, prassi esecutiva dei più importanti castrati dell'epoca barocca e si occupa della trascrizione di partiture manoscritte.

### Collaborazioni
Ha lavorato con numerosi Ensembles e gruppi specializzati nel repertorio antico tra cui il Complesso Barocco, Concerto Koln, Accademia Bizantina, laBarocca. Ha lavorato inoltre con direttori come Alan Curtis, Ottavio Dantone, Diego Fasolis, Václav Luks, Christophe Rousset, David Stern, Thomas Hengelbrock, e Michael Hofstetter.

### Attività concertistica
Tra le sue più importanti e significative presenze in concerti e recitals degli ultimi anni, Filippo Mineccia ha partecipato a la Passione di Antonio Caldara durante il Festival de la Chaise Dieu nel 2007 con la Cappella de' Turchini, replicato poi al Ravello Festival dello stesso anno; il Vespro dei Santi Pietro e Paolo sempre di Antonio Caldara con I Barocchisti diretti da Diego Fasolis nell'ottobre 2012; lo Stabat Mater e Salve Regina di Giovan Battista Pergolesi con Recreation Barock Ensemble diretto da Michael Hofstetter nel marzo 2013 a Versailles. Dal 2011 collabora strettamente con l'Ensemble milanese laBarocca diretto da Ruben Jais con il quale ha cantato negli anni il Weinachtsoratorium, l'Osteroratorium, la Johannespassion e la Mätthauspassion di Johann Sebastian Bach. Si è esibito varie volte a Versailles, nel 2017 con l'Ensemble Matheus diretto da Jean-Christophe Spinosi e nel 2018 per interpretare arie da opere e oratori di Niccolò Jommelli nella Cappella Reale, nel 2021 per Les Concours de virtuosité des castrats nella Galleria degli Specchi.
Del 2021 anche il ruolo di Caino ne Il primo omicidio di Alessandro Scarlatti, con l'Ensemble Artaserse condotto da Philippe Jaroussky, a Montpellier e Salisburgo.

## Repertorio
| Ruolo                  | Titolo                      | Autore               |
| ---------------------- | --------------------------- | -------------------- |
| San Pietro             | La Passione                 | Caldara              |
| Endimione              | La Calisto                  | Cavalli              |
| Cortigiano             | Le disgrazie d’Amore        | Cesti                |
| Tamerlano              | Bajazet                     | Gasparini            |
| Orfeo                  | Orfeo ed Euridice           | Gluck                |
| Dardano                | Amadigi di Gaula            | Händel               |
| Giulio Cesare, Tolomeo | Giulio Cesare               | Händel               |
| Silla                  | Lucio Cornelio Silla        | Händel               |
| Alessandro             | Tolomeo                     | Händel               |
| Ottone                 | L'incoronazione di Poppea   | Monteverdi           |
| Mopsa                  | The Fairy Queen             | Purcell              |
| Aristeo                | Orpheus                     | Porpora              |
| Nerone                 | Ottavia Restituita al trono | Domenico Scarlatti   |
| Caino                  | Il primo omicidio           | Alessandro Scarlatti |
| Telamone               | Ercole sul Termodonte       | Vivaldi              |
| Tamerlano              | Bajazet                     | Vivaldi              |

## Premi e riconoscimenti
- Primo premio al Concorso Internazionale di Canto Barocco Francesco Maria Ruspoli (2011)[10]
- Secondo premio al Concorso Internazionale Tullio Serafin (Venezia, 2010)
- Primo premio nel Concorso Internazionale di Canto Giovan Battista Velluti (2009)
- Primo premio al Concorso Internazionale di canto Città di Ercolano "Ritorna Vincitor" (2009)
- Primo premio al Concorso Internazionale di Canto Barocco Città di Bologna (2009)
- Vincitore Canto Festival 2009 di Amandola (2009)
- Finalista nel Concorso internazionale di canto Emanuel Ausensi (Spagna, 2007)
- Vincitore nel Concorso internazionale di canto di Clermont-Ferrand (Francia, 2007)
- Secondo premio nel Concorso Internazionale di canto Barocco Francesco Provenzale di Napoli (2006)
- Primo premio nel Concorso Nazionale di canto Città di Cecina (2006)
- Primo premio nel Concorso Nazionale di canto Dino Caravita (2005)

## Discografia

### Solista
- Leonardo Vinci, Alto Arias, Pan Classics, (2014)
- The Jommelli album, Pan Classics, (2016)
- Attilio Ariosti - London (Arias For Alto), Glossa, (2016)
- Johann Adolf Hasse - Arcadian Cantatas, Pan Classics, (2017)
- Siface - L'amor castrato, Glossa, (2018)
- The Paisiello album - Arias forma Castrato, Pan Classics, (2018)
- Orlando - amore, gelosia, follia., Glossa, (2020)
- Alto arias - Gasparini, Glossa, (2021)

### Compilation
- Cristofaro Caresana, L'adoratione de' Maggi, Glossa, (2009)
- George Friedrich Händel, Giulio Cesare in Egitto, Naïve, (2012)
- Domenico Scarlatti, Nicola Fago, Cristofaro Caresana, Gaetano Venezian, Il Tesoro di San Gennaro (2013)
- La Santissima Trinità Gaetano Veneziani Oratorio. Naples, 1693, Glossa, (2014)
- Christmas in Naples, Gaetano Veneziano, Pan Classics, (2014)
- Francesco Gasparini, Il Bajazet (2015)
- In Officio Defunctorum Nocturns for the Dead, Gaetano Veneziano, Pan Classics, (2015)
- I due alti - Chambers duets by Bononcini, Steffani, Marcello et al., Filippo Mineccia e Raffaele Pe, Glossa, (2017)
- Alessandro Scarlatti - Quella pace gradita, Alicia Amo, Giuseppina Bridelli, Filippo Mineccia, Glossa (2019)
- Pergolesi, Vivaldi: Stabat Mater- pour deux castrats, Samuel Mariño, Filippo Mineccia, Château de Versailles Spectacles, (2020)[11]
- Vivaldi: Il Tamerlano, Naïve, (2020)
- Les 3 contre-ténors - Le concourse de virtuosité des castrats, Filippo Mineccia • Samuel Mariño • Valer Sabadus - Contre-Ténors, Orchestre de l'Opéra Royal, Stefan Plewniak, direction, CD + DVD, Château de Versailles Spectacles, 2021

### DVD
- Antonio Vivaldi, Ercole su'l Termodonte, Zachary Stains, Mary-Ellen Nesi, Laura Cherici, Luca Cordolo, Marina Bartoli, Randall Scotting, Filippo Mineccia; Spoleto Festival, Il complesso barocco, Alan Curtis, John Pascoe, Matteo Ricchetti; Dynamic, (2006)
- Georg Friedrich Handel: Agrippina; Patricia Bardon, Danielle de Niese, Jake Arditti, Filippo Mineccia; Balthasar Neumann Ensemble, Thomas Hengelbrock. Theatre an der Wien, regia di Robert Carsen, Naxos, 2018
- Les 3 contre-ténors - Le concourse de virtuosité des castrats, Filippo Mineccia • Samuel Mariño • Valer Sabadus - Contre-Ténors, Orchestre de l'Opéra Royal, Stefan Plewniak, direction, CD + DVD, Château de Versailles Spectacles, 2021